# USS Henry W. Tucker (DD-875)
USS Henry W. Tucker (DD-875/DDR-875) là một tàu khu trục lớp Gearing được Hải quân Hoa Kỳ chế tạo vào giai đoạn cuối Chiến tranh Thế giới thứ hai. Nó là chiếc tàu chiến thứ hai của Hải quân Mỹ được đặt cái tên này, nhưng là chiếc duy nhất được đóng, được đặt theo tên thủy thủ Henry W. Tucker (1919-1942), một dược tá phục vụ trên tàu chở dầu Neosho (AO-23) đã tử trận trong Trận chiến biển Coral và được truy tặng Huân chương Chữ thập Hải quân. Hoàn tất khi chiến tranh đã kết thúc, con tàu tiếp tục phục vụ trong giai đoạn Chiến tranh Lạnh, Chiến tranh Triều Tiên và Chiến tranh Việt Nam cho đến khi ngừng hoạt động năm 1973. Nó được chuyển cho Brazil và tiếp tục phục vụ cùng Hải quân Brazil như là chiếc Marcilio Dias (D-25) cho đến năm 1994. Con tàu bị đánh chìm như một mục tiêu thực hành. Henry W. Tucker được tặng thưởng bảy Ngôi sao Chiến trận do thành tích phục vụ trong Chiến tranh Triều Tiên.

## Thiết kế và chế tạo
Cái tên Henry W. Tucker nguyên dự định đặt cho một tàu khu trục hộ tống lớp John C. Butler mang ký hiệu lườn DE-377; tuy nhiên kế hoạch bị hủy bỏ vào năm 1944. Henry W. Tucker được đặt lườn tại xưởng tàu của hãng Consolidated Steel Corporation ở Orange, Texas vào ngày 29 tháng 5 năm 1944. Nó được hạ thủy vào ngày 8 tháng 11 năm 1944; được đỡ đầu bởi bà Henry Walton Tucker, mẹ của Henry W. Tucker, và nhập biên chế vào ngày 12 tháng 3 năm 1945.

## Lịch sử hoạt động

### 1945 - 1963
Sau khi hoàn tất việc chạy thử máy và huấn luyện, Henry W. Tucker được cải biến thành một tàu khu trục cột mốc radar, rồi tham gia các đợt thực tập radar và phòng không ngoài khơi bờ biển Maine. Nó lên đường vào ngày 4 tháng 11 năm 1945 để đi sang Trân Châu Cảng, rồi tiếp tục từ vùng quần đảo Hawaii hướng đến Yokosuka, Nhật Bản, đến nơi vào ngày 22 tháng 12, nơi nó hỗ trợ cho việc đổ bộ lực lượng chiếm đóng đồng thời hồi hương người Nhật sinh sống ở nước ngoài. Lượt hoạt động đầu tiên của con tàu tại Viễn Đông kết thúc vào ngày 25 tháng 3 năm 1946, khi nó lên đường quay về cảng nhà mới San Diego.
Trong ba năm tiếp theo, Henry W. Tucker còn thực hiện thêm hai chuyến đi tương tự, luân phiên với những giai đoạn được bảo trì, huấn luyện và tập trận tại vùng bờ Tây. Trong tháng 3 và tháng 4, 1948, nó đã tuần tra tại vùng biển phụ cận đảo Eniwetok, vào lúc Hoa Kỳ tiến hành thử nghiệm bom nguyên tử tại khu vực này. Ccon tàu được xếp lại lớp như một tàu khu trục cột mốc radar và mang ký hiệu lườn mới DDR-875 từ ngày 18 tháng 3, 1949.

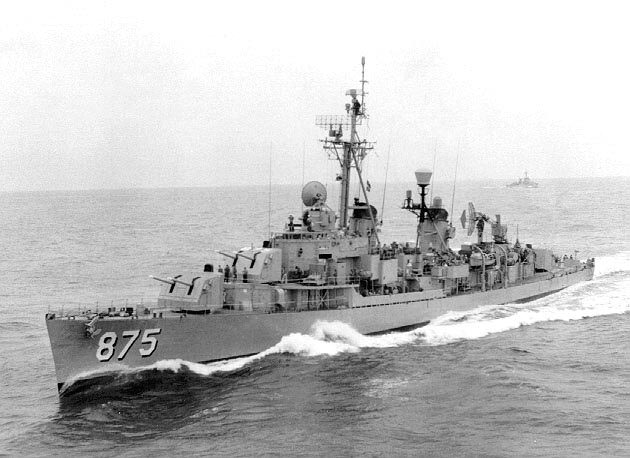
Henry W. Tucker trong cấu hình trước khi được nâng cấp FRAM, trước năm 1963.

Khi quân đội Bắc Triều Tiên vượt vĩ tuyến 38 tấn công xuống lãnh thổ Nam Triều Tiên, khiến Chiến tranh Triều Tiên bùng nổ vào tháng 6, 1950, Henry W. Tucker đang được đại tu trong xưởng tàu. Nó đẩy nhanh quá trình chuẩn bị, rồi lên đường và gia nhập hạm đội hoạt động ngoài khơi bờ biển Triều Tiên vào tháng 11. Sau năm tháng hoạt động chống tàu ngầm và tuần tra, nó gia nhập thành phần hộ tống của Lực lượng Đặc nhiệm 77, một đơn vị tàu sân bay nhanh đang tiến hành không kích những điểm tập trung lực lượng và tuyến đường tiếp liệu của đối phương. Chiếc tàu khu trục cũng tham gia hoạt động bắn phá bờ biển và cho đổ bộ nhiều đội biệt kích đánh phá và trinh sát dọc bờ biển phía Tây của bán đảo.
Đang khi tiến vào cảng Wonsan vào ngày 28 tháng 6, 1951, Henry W. Tucker bị bắn trúng sáu quả đạn pháo của đối phương, khiến hai thành viên thủy thủ đoàn bị thương và hư hại đáng kể dàn ăn-ten radar; tuy nhiên chiếc tàu khu trục vẫn hoạt động bắn trả có hiệu quả, tiêu diệt khẩu đội pháo đối phương. Quay trở về San Diego vào ngày 8 tháng 8, nó tích cực hoạt động huấn luyện cho đến khi được phái quay trở lại vùng biển Triều Tiên vào ngày 25 tháng 3, 1952, gia nhập Lực lượng Đặc nhiệm 77 tại bờ biển phía Đông bán đảo. Nó làm nhiệm vụ hộ tống và canh phòg máy bay cho các tàu sân bay, xen kẻ với các chuyến tuần tra chống tàu ngầm và nhiệm vụ bắn phá bờ biển, cho đến khi lên đường quay trở về nhà vào ngày 13 tháng 9.
Henry W. Tucker đi vào Xưởng hải quân Mare Island vào tháng 9 để được lắp đặt những thiết bị radar tiên tiến, nó rời xưởng tàu vào ngày 14 tháng 4, 1953. Trong một thập niên tiếp theo sau, với vai trò chính là phát hiện và cảnh báo sớm các cuộc không kích của đối phương nhờ tầm bao phủ radar rộng lớn, còn tàu còn được phái sang hoạt động tại khu vực Tây Thái Bình Dương thêm tám lượt nữa. Ngoài những chuyến tuần tra phòng không như thường lệ, nó còn tham gia tuần tra tại bờ biển Triều Tiên và vùng eo biển Đài Loan. Khi ở lại cảng nhà San Diego, nó hoạt động huấn luyện và tham gia các cuộc tập trận hạm đội. Quay trở về từ Yokosuka sau lượt biệt phái sang Viễn Đông sau cùng vào ngày 2 tháng 11, 1962, nó đi ngang qua Trân Châu Cảng, San Diego, Acapulco và kênh đào Panama để chuyển sang vùng bờ Đông, đi đến Boston.

### 1963 - 1973
Henry W. Tucker trải qua một đợt sửa chữa và nâng cấp tại Xưởng hải quân Boston ở Boston, Massachusetts từ ngày 13 tháng 12, 1962 đến ngày 4 tháng 12, 1963, trong khuôn khổ Chương trình Hồi sinh và Hiện đại hóa Hạm đội (FRAM: Fleet Rehabilitation and Modernization). Việc nâng cấp nhằm mục đích kéo dài vòng đời hoạt động thêm 10 đến 20 năm, đồng thời nâng cao năng lực tác chiến chống ngầm. Nó được bổ sung thêm bệ phóng tên lửa chống ngầm RUR-5 ASROC, cùng với hầm chứa và sàn đáp để vận hành máy bay trực thăng không người lái chống tàu ngầm Gyrodyne QH-50 DASH. Đang trong quá trình nâng cấp, nó được xếp lại lớp như một tàu khu trục thông thường, và lấy lại ký hiệu lườn cũ DD-875 từ ngày 15 tháng 3, 1963. Hoàn tất công việc trong xưởng tàu, nó bước vào một chương trình huấn luyện khẩn trương cho đến ngày 26 tháng 5, khi nó khởi hành đi sang Viễn Đông cho một lượt tuần tra tại eo biển Đài Loan. Tuy nhiên con tàu nhanh chóng được điều sang khu vực Biển Đông.
Henry W. Tucker luân phiên những đợt tuần tra chống tàu ngầm tại các vùng biển Đài Loan và Việt Nam cho đến tháng 4, 1965, khi nó tham gia Chiến dịch Market Time dọc bờ biển Việt Nam, một hoạt động tuần tra giám sát vận tải hàng hải ven biển nhằm ngăn chặn việc vận chuyển vũ khí và tiếp liệu từ Bắc vào Nam Việt Nam. Nó đã nả pháo xuống một vị trí tập trung quân của đối phương tại khu vực phía Đông Nam Sài Gòn vào ngày 16 tháng 5, trở thành chiếc tàu chiến Hoa Kỳ đầu tiên bắn hải pháo hỗ trợ trong cuộc chiến tại Nam Việt Nam. Trong khuôn khổ cuộc Chiến tranh Việt Nam, chiếc tàu khu trục còn phục vụ canh phòng máy bay cho tàu sân bay tại Trạm Yankee trong vịnh Bắc Bộ, tham gia các Chiến dịch Sea Dragon và Market Time, hoạt động tìm kiếm và giải cứu (SAR: Search and Rescue) những phi công bị bắn rơi.

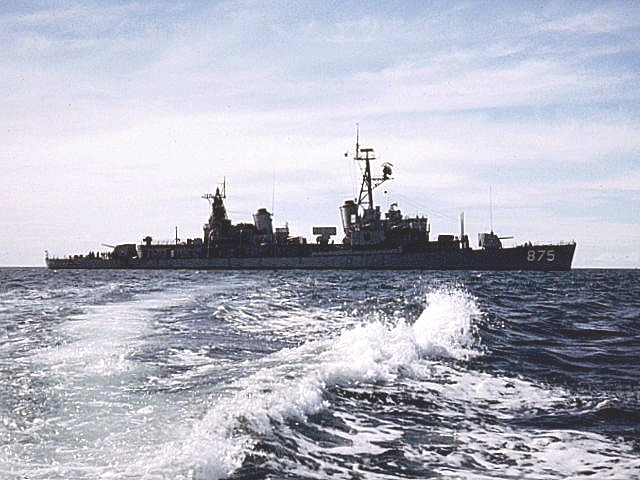
Henry W. Tucker đang thả neo tại An Thới thuộc đảo Phú Quốc.

Henry W. Tucker đã nhiều lần bắn hải pháo hỗ trợ cho các đơn vị chiến đấu trên bộ; chỉ riêng trong giai đoạn 40 ngày vào tháng 8 và tháng 9, nó đã bắn hơn 5.000 quả đạn pháo 5-inch, phá hủy hay gây hư hại cho nhiều vị trí đối phương. Ngoài các chuyến tuần tra Market Time, nó hộ tống các tàu sân bay trong biển Đông và vịnh Bắc Bộ cũng như phục vụ vào việc tìm kiếm và giải cứu những phi công bị bắn rơi trên biển. Nhiệm vụ cấp thiết này đòi hỏi con tàu phải áp sát bờ biển do đối phương kiểm soát và chịu đựng hỏa lực pháo bờ biển đối phương; tuy nhiên nó được sự trợ giúp đắc lực từ những máy bay trực thăng làm nhiệm vụ CSAR (Combat Search and Rescue: Tìm kiếm và Giải cứu Tác chiến), vốn được chiếc tàu khu trục tiếp nhiên liệu và tiếp liệu trong chuyến bay. Nó đã tiếp nhiên liệu cho 80 lượt máy bay trực thăng khi đang làm nhiệm vụ SAR, và vào ngày 6 tháng 11 đã là chiếc tàu khu trục đầu tiên tiếp nhiên liệu cho máy bay trực thăng trong chuyến bay. Vào ngày 26 tháng 6, 1966, hai phi công từ các tàu sân bay Constellation (CVA-64) và Ranger (CVA-61) đã được giải cứu khi họ rơi xuống biển chỉ cách bờ biển Bắc Việt Nam 5 km (3,1 mi), và được đưa về chiếc tàu khu trục.
Sau gần hai năm hoạt động hầu như liên tục tại vùng biển ngoài khơi Việt Nam, Henry W. Tucker quay trở về Long Beach vào đầu tháng 8, 1966. Sau khi trải qua đợt đại tu kéo dài bốn tháng và những lượt thực hành huấn luyện tại San Diego và Long Beach, nó lại lên đường đi sang viễn Đông vào tháng 6, 1967. Nó tiếp tục nhiệm vụ hộ tống cho các tàu sân bay tại Trạm Yankee trong vịnh Bắc Bộ vào cuối tháng 7; và sau khi xảy ra vụ hỏa hoạn nghiêm trọng trên chiếc Forrestal (CVA-59) vào ngày 29 tháng 7, nó đã tham gia các nỗ lực chữa cháy, cứu chữa những người sống sót và sau đó hộ tống cho Forrestal quay trở về cảng.
Từ năm 1968 đến tháng 7, 1970, trong thành phần Đội khu trục 32 trực thuộc Đệ Thất hạm đội, Henry W. Tucker được bố trí tiền phương tại căn cứ Yokosuka, Nhật Bản. Trong giai đoạn này nó tiến hành nhiều hoạt động hỗ trợ cho cuộc chiến của Hoa Kỳ và đồng minh tại Việt Nam, bao gồm hỗ trợ hải pháo tại khu vực trách nhiệm của Quân đoàn II, hộ tống cho các tàu sân bay trong vịnh Bắc Bộ, và hoạt động tìm kiếm và giải cứu (SAR). Khi quân đội Hoa Kỳ và Nam Việt Nam xâm nhập vào lãnh thổ Campuchia năm 1970, chiếc tàu khu trục đã thường trực trong vịnh Thái Lan để phong tỏa cảng Sihanoukville của Campuchia nhằm ngăn chặn phía Bắc Việt Nam tiếp tế vũ khí và tiếp liệu qua đường biển. Đang khi ở lại cảng Yokosuka vào ngày 14 tháng 4, 1970, thủy thủ đoàn được lệnh khẩn cấp quay về tàu và chuẩn bị khởi hành, làm nhiệm vụ của một đội thu hồi khẩn cấp cho chuyến bay Apollo 13, vốn đang gặp trục trặc kỹ thuật và đang quay về trái đất. Mệnh lệnh bị hủy bỏ khi vị trí dự kiến hạ cánh ba ngày sau đó ở quá xa so với vị trí của con tàu.
Henry W. Tucker đặt căn cứ tại San Diego trong ba năm tiếp theo, nhưng cũng có đến hai lượt được phái sang hoạt động tại Viễn Đông trước khi xuất biên chế. Trong đêm lễ Giáng sinh 1972, nó và tàu chị em Henderson (DD-785) chịu đựng hỏa lực từ một khẩu đội pháo bờ biển Bắc Việt Nam; cả hai đã bắn trả và buộc đối thủ phải im tiếng. Henry W. Tucker được cho rút biên chế đồng thời được rút tên khỏi danh sách Đăng bạ Hải quân vào ngày 3 tháng 12, 1973.

### Marcilio Dias(D-25)
Con tàu được chuyển cho Brazil, vàtiếp tục phục vụ cùng Hải quân Brazil như là chiếc Marcilio Dias (D-25). Nó ngừng hoạt động; rồi được sử dụng như một mục tiêu và bị đánh chìm bởi ngư lôi trong một cuộc tập trận vào ngày 19 tháng 9, 1994.

## Phần thưởng
Henry W. Tucker được tặng thưởng bảy Ngôi sao Chiến trận do thành tích phục vụ trong Chiến tranh Triều Tiên.